# ساواکی کودو
ساواکی کودو (به ژاپنی: 沢木 興道, Sawaki Kōdō); ۱۶ ژوئن ۱۸۸۰ – ۲۱ دسامبر ۱۹۶۵) بهکشو، و پرسنل نظامی اهل ژاپن بود.